# Discoppia tenuis
Discoppia tenuis är en kvalsterart som först beskrevs av Hammer 1958.  Discoppia tenuis ingår i släktet Discoppia och familjen Oppiidae. Inga underarter finns listade i Catalogue of Life.